# Las chicas
Las chicas è un brano musicale della cantante italiana Laura Pausini. È il 5º ed ultimo singolo estratto nel 1995 in America Latina dall'album Laura Pausini del 1994. In Spagna è il 6º ed ultimo singolo estratto dall'album. È la versione spagnola di Ragazze che.

## Il brano
La musica è composta da Angelo Valsiglio e Roberto Buti; il testo è scritto da Cheope e Marco Marati.
La canzone in lingua italiana Ragazze che, presente nell'album Laura, non viene estratta come singolo in Italia e pertanto non è pubblicata su supporto audio, non viene trasmessa in radio e non è presente il videoclip.
Il brano in lingua spagnola viene trasmesso in radio, ma non viene realizzato il videoclip.

## Tracce
CDS - Promo DG208 Warner Music Spagna
1. Las chicas

Download digitale
1. Las chicas